# Gmelinita
La gmelinita és el terme que es va emprar fins a l'any 1997 per anomenar el que ara són tres espècies de minerals diferenciades: gmelinita-Ca, gmelinita-K i gmelinita-Na. Són uns silicats que pertanyen al grup de les zeolites. El nom li va posar David Brewster l'any 1825, en honor del químic i mineralogista alemany Christian Gottlob Gmelin (1792-1860). La gmelinita va ser originàriament descrita a Montecchio Maggiore, Província de Vicenza, Itàlia i a la pedrera Little Deerpark, Glenarm, Irlanda del Nord.
Alguns sinònims de gmelinita són analcima carnea, groddeckita, hidrolita, sarcolita, soda-cababazita o ledererita. La ledererita és considerada també una varietat cristal·logràfica d'aquesta, ja que mostra cristalls pseudohexagonals prismàtics. Rep aquest nom per Charles T. Jackson i Augustus A. Hayes en 1834 en honor de Alois Joseph Xaver Freiherr (Baron) von Lederer (1773-1842), col·leccionista de minerals i cònsol general de l'Imperi Austríac als Estats Units.

## Espècies
Totes tres espècies pertanyen a la classe de les zeolites i cristal·litzen en el sistema hexagonal. Posseeixen una duresa de 2,5 a l'escala de Mohs, i la seva lluentor és vítria. Es diferencien, bàsicament, per la seva composició química. Entre aquests tres termes extrems es formen unes sèries de solució sòlida, donant tota una família de minerals per substitucions parcials dels tres ions metàl·lics: Ca, K i Na.
Segons la classificació de Nickel-Strunz, la gmelinita-Ca, la gmelinita-K i la gmelinita-Na pertanyen a "02.GD: Tectosilicats amb H₂O zeolítica; cadenes de 6-enllaços – zeolites tabulars» juntament amb els següents minerals: willhendersonita, cabazita-Ca, cabazita-K, cabazita-Na, cabazita-Sr, cabazita-Mg, levyna-Ca, levyna-Na, bellbergita, erionita-Ca, erionita-K, erionita-Na, offretita, wenkita, faujasita-Ca, faujasita-Mg, faujasita-Na, maricopaita, mordenita, dachiardita-Ca, dachiardita-Na, epistilbita, ferrierita-K, ferrierita-Mg, ferrierita-Na i bikitaita.

### Gmelinita-Ca
La gmelinita-Ca és l'espècie en la que predomina el calci, amb fórmula (Ca,Na₂)[Al₂Si₄O₁₂]·6H₂O. L'exemplar tipus prové del mont Nero, Montecchio Maggiore, Itàlia.

### Gmelinita-K
La gmelinita-K és l'espècie en la que predomina el potassi, amb fórmula (K₂,Na₂,Ca)[Al₂Si₄O₁₂]·6H₂O. L'exemplar tipus prové del mont Alluaiv, península de Kola, Rússia. A banda d'aquesta localitat també se n'ha trobat a la província de Vicenza (Itàlia) i a La Aldea de San Nicolás (Gran Canària, Espanya).

### Gmelinita-Na
La gmelinita-Na és l'espècie en la que predomina el sodi, amb fórmula (Na₂,Ca)[Al₂Si₄O₁₂]·6H₂O. L'exemplar tipus també prové de Montecchio Maggiore, Itàlia. Acostuma a trobar-se en basalts i pegmatites.

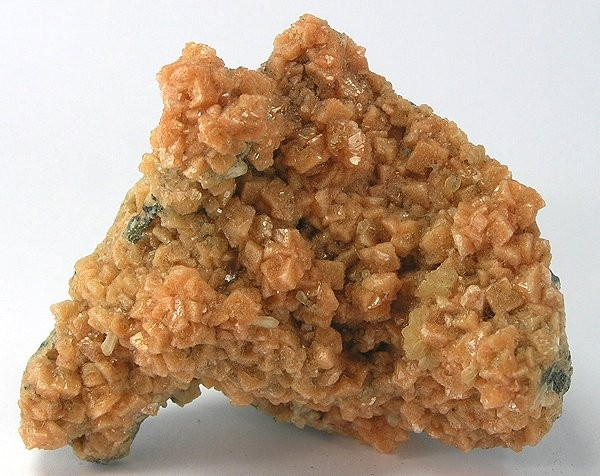
Gmelinita-Ca
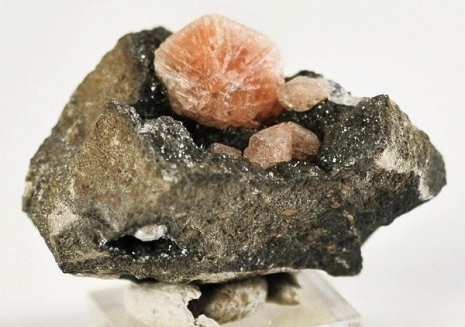
Gmelinita-Na

## Formació
Apareixen en roques volcàniques pobres en silici, tipus basalt i pegmatites, per alteració secundària deguda a l'acció de fluids que circulen enriquits en sodi. Sol disposar-se en drusa o en geodes omplint les cavitats d'aquestes roques ígnies. Els minerals als que normalment apareixen associades són: calcita, aragonita o quars, i d'altres zeolites com l'analcima, la natrolita i la cabazita-Na. També es troben en pegmatites riques en sodi, en roques alcalines com a producte d'alteració en algunes intrusions de nefelina sienita. Està molt estesa com a producte d'alteració hidrotermal de la ussinguita, associada amb gobbinsita, gonnardita, i cabazita-K.